# Ipsos MORI
Ipsos MORI was de op een na grootste organisatie die marktonderzoek uitvoert in het Verenigd Koninkrijk. De organisatie is ontstaan uit een fusie van Ipsos UK en Mori in 2005. Sinds 1 februari 2022 werd de naam veranderd naar Ipsos.
Een divisie van de organisatie, de Social Research Institute voert veel opdrachten uit voor de Engelse overheid. Ze onderzoeken de publieke houding tegenover belangrijke diensten die de overheid aanbiedt. Andere gebieden van onderzoek zijn: identiteit, sociale cohesie en kapitaal. Ook is Ipsos MORI gespecialiseerd in massamedia, merkentrouw, marketing en advertentie-onderzoek. Ze bezitten een archief met opiniepeilingen vanaf 1970.
Ipsos MORI heeft onderzoeksinstellingen in Manchester, Edinburgh and Belfast. De moederorganisatie Ipsos heeft wereldwijd kantoren in 80 landen en werd in de jaren 70 opgericht.